# Johann-Christian Pielow
Johann-Christian Pielow (* 11. Juli 1957 in Göttingen) ist ein deutscher Rechtswissenschaftler.

## Leben
Christian Pielow wuchs in Münster/Westf. auf. Nach dem Abitur am Gymnasium Paulinum studierte er Rechtswissenschaften und zeitweise Romanistik an der Westfälischen Wilhelms-Universität Münster, der Universität Lausanne sowie Europarecht an der London School of Economics and Political Science (LSE). Der ersten Staatsprüfung (1983) schloss sich der Juristische Vorbereitungsdienst in Köln mit Wahlstationen beim Bayerischen- und Westdeutschen Rundfunk an und folgte 1987 das Zweite Juristische Staatsexamen. Anschließend war Pielow Wissenschaftlicher Mitarbeiter am Institut für Öffentliches Recht und Verwaltungslehre der Universität zu Köln bei Klaus Stern und ab 1988 am Lehrstuhl für Öffentliches Recht von Peter J. Tettinger an der Ruhr-Universität Bochum. Nach Forschungsaufenthalten in Madrid und Granada wurde er 1992 mit der Arbeit „Autonomía local in Spanien und kommunale Selbstverwaltung in Deutschland“ promoviert. Danach wechselte er als Akademischer Rat, später Oberrat, an das Institut für Berg- und Energierecht der Ruhr-Universität und habilitierte sich 1998, unterstützt durch ein Habilitationsstipendium der Deutschen Forschungsgemeinschaft, mit der Schrift „Grundstrukturen der öffentlichen Versorgung - Vorgaben des europäischen sowie des französischen und des deutschen Rechts unter besonderer Berücksichtigung der Elektrizitätswirtschaft“. Nebenbei war er Dozent an der ehemaligen Verwaltungs- und Wirtschaftsakademie Bochum sowie an der Fachhochschule für öffentliche Verwaltung NRW (Standort Hagen).
Nach Lehrstuhlvertretungen an den Universitäten in Bonn, München (LMU), Köln und Dresden folgte Pielow 2003 dem Ruf auf die Professur „Recht der Wirtschaft“ der Fakultät für Wirtschaftswissenschaft der Ruhr-Universität. 2004 erfolgte die Kooptation durch die Juristische Fakultät und die Wahl zum Geschäftsführenden Direktor des Instituts für Berg- und Energierecht der Ruhr-Universität. Ferner wirkte er im Direktorium des Instituts für Europäische Wirtschaft (IEW) und des Zentrums für ökonomische Bildung (ZföB) der Fakultät für Wirtschaftswissenschaft. Auch war er Mitgründer und Co-Sprecher des Research Departments „Closed Carbon Cycle Economy“ der Ruhr-Universität und kooperiert im Kompetenzfeld „Energie – System – Transformation“ der Universitätsallianz Ruhr mit.
Zum 1. August 2023 trat Pielow in den Ruhestand. Er lehrt jedoch als Seniorprofessor weiter an der Juristischen Fakultät und kooperiert als Of Counsel in der auf das Energierecht spezialisierten Rosin Büdenbender Rechtsanwaltsgesellschaft mbH in Essen mit Anwaltszulassung seit November 2023.
Aus seiner Ehe (∞ 1989) mit Fátima López López Pielow gingen vier Kinder hervor.

## Wirken
Pielow forscht und lehrt zum deutschen, europäischen und vergleichenden Wirtschaftsverfassungs- und Wirtschaftsverwaltungsrecht, mit Schwerpunkten im Gewerberecht und auf dem Gebiet der öffentlichen Versorgung („Daseinsvorsorge“) bzw. öffentlichen Infrastrukturen, speziell im Bereich Energie- und Rohstoffversorgung einschließlich Klimaschutz. Er ist Herausgeber des Beck’schen Online-Kommentars zur Gewerbeordnung sowie der Reihen „Bochumer Beiträge“ bzw. „Bochumer Forschungsberichte zum Berg- und Energierecht“. Energierechtlich tritt er u. a. als Mitautor im Berliner Kommentar zum Energierecht (inzwischen Beck Online-Großkommentar Energierecht) sowie zu allen genannten Rechtsgebieten mit weiteren Buch- und Zeitschriftenpublikationen, auch im Ausland, hervor. Seit Langem ist er zudem beratend und als Gutachter sowie für die Presse tätig.
Pielow engagiert sich im rechtswissenschaftlichen Dialog auf internationaler und europäischer Ebene, mit Partnern insbesondere in Spanien und in Lateinamerika. U.a. war er externes Mitglied diverser Berufungskommissionen an der Juristischen Fakultät der Universität von Buenos Aires sowie von 2007 bis 2016 Lehrbeauftragter an der Universität Santo Tomás in Bogotá. Weiterhin ist er Gastdozent im Máster en Estudios Avanzados de Derecho Público an der Universität Carlos III de Madrid. 2008 gründete er im Andenken an seinen Lehrer Peter J. Tettinger († 2005) mit Klaus Stern und Antonio Jiménez-Blanco Carillo de Albornoz (Madrid) den Deutsch-Spanischen Gesprächskreis für Öffentliches Recht. Mit deutschen Kollegen dieses Kreises wurde er 2017 durch das spanische Justizministerium mit dem Ehrenkreuz des Ordens San Raimundo de Peñafort ausgezeichnet. 2013/14 unternahm er, unterstützt durch die Fritz-Thyssen-Stiftung, mehrmonatige Forschungsaufenthalte an der George Washington Law School in Washington D.C. und der Berkeley Law School der University of California. Zwecks Förderung auch des wissenschaftlichen Nachwuchses entwickelte er am Bochumer Institut für Berg- und Energierecht das Netzwerk „International Energy Law“ mit Partnerschaften im Rahmen des Erasmus-Programms der Europäischen Union sowie ein „Doktorandennetzwerk“, das sich jährlich zum „Doktorandenseminar im Schnee“ an wechselnden Wintersportorten in den Alpen trifft.

## Auszeichnungen
- Preis für Studierende der Ruhr-Universität Bochum für die Dissertation (1992).
- Aufnahme in den Enxebre Orden de la Vieira (Orden der Jakobsmuschel) aufgrund des akademischen Austauschs mit Partnern im spanischen Galizien (2013).
- Ehrenkreuz des Ordens San Raimundo de Peñafort (2017).[4]

## Mitgliedschaften (Auswahl)
- Vereinigung der Deutschen Staatsrechtslehrer
- Societas Iuris Publici Europaei (Gründungsmitglied)
- Arbeitskreis Europäische Integration; Instituto Internacional de Derecho Administrativo[7]
- Herausgeberbeirat der Zeitschrift „Recht der Energiewirtschaft“ (RdE)
- Wissenschaftlicher Beirat des Bundesverbands Öffentliche Dienstleistungen – Deutsche Sektion von SGI Europe (BVÖD)
- Seit 1977 Mitglied der Katholischen Deutschen Studentenverbindung Winfridia Breslau zu Münster im C.V.

## Schriften (Auswahl)
- Autonomía local in Spanien und kommunale Selbstverwaltung in Deutschland. Vahlen, München 1993, ISBN 3-8006-1732-3.
- Grundstrukturen öffentlicher Versorgung. Mohr Siebeck, Tübingen 2001, ISBN 3-16-147174-1.
- Auslegungsfragen zur Einführung der Anreizregulierung nach § 21a EnWG unter Berücksichtigung der Bundesnetzagentur vom 30. Juni 2006. Boorberg 2007, ISBN 3-928684-28-0.

### Herausgeberschaften und Mitautorenschaft
- Grundsatzfragen der Energiemarktregulierung. Boorberg 2005, ISBN 3-415-03535-2.
- Das neue Energiewirtschaftsgesetz im Dialog von Wirtschaft, Wissenschaft und Politik. Boorberg 2006, ISBN 3-415-03783-5.
- Sicherheit in der Energiewirtschaft: In memoriam Peter J. Tettinger. (Bochumer Beiträge zum Berg- und Energierecht). Booberg 2007, ISBN 978-3-415-03989-6
- Erdgas in Zeiten der Energiewende: Potenziale, Hemmnisse, Rechtsfragen, Bochumer Beiträge zum Berg- und Energierecht, Band 62. (Booberg) 2016, ISBN 978-3-415-05705-0
- Runderneuerte Energiewende: Ökonomische, juristische und politische Herausforderungen, Bochumer Beiträge zum Berg- und Energierecht, Band 63. (Booberg) 2016, ISBN 978-3-415-05811-8
- Verantwortung und Finanzierung im Zuge der Energiewende, Bochumer Beiträge zum Berg- und Energierecht, Band 68. (Booberg) 2018, ISBN 978-3415063761
- Mit K. Schlegel u. a.: Kapitel „Energierecht“, in: Ehlers/Fehling/Pünder, Besonderes Verwaltungsrecht Band 1. (C.F. Müller) 2019, ISBN 978-3-8114-4344-0
- Bergrecht im Wandel der Zeit – gestern, heute, morgen, Festgabe zum 200-jährigen Bestehen des OLG Hamm 2020. (Boorberg) 2020, ISBN 978-3-415-06750-9
- Mit Hermann-Josef Blanke, Siegfried Magiera, Albrecht Weber (Hrsg.), Verfassungsentwicklungen im Vergleich.: Italien 1947 – Deutschland 1949 – Spanien 1978, Schriften zum Europäischen Recht, Band 200. (Duncker & Humblot) 2021, ISBN 978-3-428-15929-1
- Kapitel Rechtsfragen des Kohleausstiegs, in: Michael Rodi (Hrsg.), Handbuch des Klimaschutzrechts. (C.H. Beck) 2022, ISBN 978-3-406-76789-0
- Gewerbeordnung: mit Verordnungen, Handwerksordnung, Gaststättengesetz, Preisangabenverordnung, Bundes-Immissionsschutzgesetz, Arbeitsschutzgesetz, Rechtsstand: 1. Oktober 2024. (Beck-Texte im dtv) 2024, ISBN 978-3-406-82818-8
- Mit Frenz, Walter / Otto, Sven-Joachim / Pavel, Ferdinand: Genehmigungsverfahren zum Rohstoffabbau in Deutschland: Studie im Auftrag des Bundesministeriums für Wirtschaft und Klimaschutz (BMWK), Bochumer Forschungsbeiträge zum Berg- und Energierecht, Band 36. (Booberg) ISBN 978-3-928684-35-4
- Beck online Kommentar Gewerbeordnung (mit bislang 2 Printausgaben)